# Louis Sylvain Goma
Louis Sylvain Goma (* 28. Juli 1941 in Pointe-Noire, Französisch-Äquatorialafrika, heute Republik Kongo) war von 1975 bis 1984 und 1991 Premierminister der Republik Kongo.

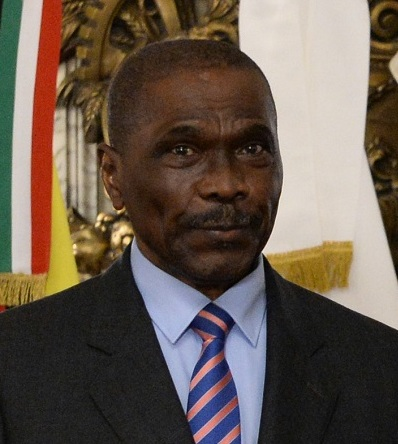
Louis Sylvain-Goma

## Ausbildung
Er wurde Soldat und absolvierte höhere mathematische Studien in Versailles bis 1961. Anschließend trat er in die Offiziersakademie Saint Cyr ein und verließ sie als Ingenieur-Offizier.

## Politische Laufbahn
Ab 1964 bekleidete er in der kongolesischen Armee leitende Posten, etwa den des stellvertretenden Direktors der Zentraldirektion des militärischen Ingenieurwesens.
Im August 1968 wurde er stellvertretenden Generalstabschef der „Kongolesischen Nationalen Volksarmee“ und im Februar 1969 Generalstabschef unter Beförderung zum Hauptmann.
Er gehörte zum Militärkomitee der 1969 gebildeten Einheitspartei Parti Congolais du Travail (PCT). Am 18. Dezember 1975 wurde er erstmals Premierminister unter dem seit einem Putsch im Sommer 1968 regierenden Präsidenten Marien Ngouabi. Nach dessen Ermordung am 18. März 1977 agierte das PCT als kollektive Führung bis am 3. April der Vetter des Verstorbenen, Joachim Yhombi-Opango, neuer Staatschef wurde. Dieser wurde am 5. Februar 1979 von seinen Kollegen aus dem Amt gedrängt und wenige Tage danach durch Denis Sassou-Nguesso ersetzt. Goma blieb bis zum 7. August 1984 Regierungschef.
In der Endphase von Sassou-Nguessos Regierungszeit war er vom 8. Januar bis zum 8. Juni 1991 ein zweites Mal Regierungschef. Abgelöst wurde er von einer Übergangsregierung, die den bisherigen Einparteienstaat in eine Demokratie umformte.
Später wurde er Generalsekretär der zentralafrikanischen Wirtschaftsgemeinschaft Communauté Economique des Etats de l'Afrique Centrale (CEEAC) mit Sitz in Libreville in Gabun.
Seit dem 21. April 2012 ist er zum Botschafter der Republik Kongo nach Brasilien und Paraguay einberufen. Seine Beglaubigung überreichte er am 23. Januar 2013 an Präsidentin Dilma Rousseff.